# Neuseeländische Cricket-Nationalmannschaft in Australien in der Saison 2004/05
Die Tour der neuseeländischen Cricket-Nationalmannschaft nach Australien in der Saison 2004/05 fand vom 18. November bis zum 10. Dezember 2004 statt. Die internationale Cricket-Tour war Bestandteil der Internationalen Cricket-Saison 2004/05 und umfasste zwei Tests und drei ODIs. Australien gewann die Test-Serie 2–0, während die ODI-Serie 1–1 unentschieden endete.

## Vorgeschichte
Australien spielte zuvor eine Tour in Indien, Neuseeland in Bangladesch.
Das letzte Aufeinandertreffen der beiden Mannschaften bei einer Tour fand in der Saison 2001/02 in Australien statt.

## Stadien
Die folgenden Stadien wurden für die Tour als Austragungsort vorgesehen.
| Stadion               | Stadt     | Kapazität | Spiele          |
| --------------------- | --------- | --------- | --------------- |
| Adelaide Oval         | Adelaide  | 53.583    | 2. Test         |
| The Gabba             | Brisbane  | 42.000    | 1. Test; 3. ODI |
| Dockland Stadium      | Melbourne | 47.000    | 1. ODI          |
| Sydney Cricket Ground | Sydney    | 48.000    | 2. ODI          |

## Kaderlisten
Neuseeland benannte seinen Kader am 1. November 2004.
Australien benannte seinen Kader am 9. November 2004.
| Test | Test | ODI | ODI |
| Australien | Neuseeland | Australien | Neuseeland |
| --- | --- | --- | --- |
| - Ricky Ponting (K) - Michael Clarke - Adam Gilchrist (wk) - Jason Gillespie - Matthew Hayden - Michael Kasprowicz - Justin Langer - Darren Lehmann - Glenn McGrath - Damien Martyn - Shane Warne | - Stephen Fleming (K) - Nathan Astle - James Franklin - Brendon McCullum (wk) - Hamish Marshall - Chris Martin - Kyle Mills - Jacob Oram - Mark Richardson - Mathew Sinclair - Scott Styris - Daniel Vettori - Paul Wiseman | - Ricky Ponting (K) - Adam Gilchrist (wk) - Michael Clarke - Jason Gillespie - Matthew Hayden - Brad Hogg - Michael Kasprowicz - Brett Lee - Darren Lehmann - Glenn McGrath - Damien Martyn - Andrew Symonds - Shane Watson | - Stephen Fleming (K) - Nathan Astle - Ian Butler - Chris Cairns - Chris Harris - Brendon McCullum (wk) - Hamish Marshall - Kyle Mills - Jacob Oram - Mathew Sinclair - Scott Styris - Daniel Vettori |

## Tour Matches
| 11. – 14. November Scorecard | Sydney | New Zealanders 213 (72.4) & 201 (73.3) | – | New South Wales 286 (108) & 129-1 (43.3) |
|                              |        | New South Wales gewinnt mit 9 Wickets  |   |                                          |

| 2. Dezember Scorecard | Melbourne (ACG) | New Zealanders 277-7 (40)          | – | Victoria International 243 (38.3) |
|                       |                 | New Zealanders gewinnt mit 34 Runs |   |                                   |

## Tests

### Erster Test in Brisbane
| 18. – 21. November Scorecard | Brisbane | Neuseeland 353 (117.3) & 76 (36.2)                | – | Australien 585 (153.5) |
|                              |          | Australien gewinnt mit einem Innings und 156 Runs |   |                        |

### Zweiter Test in Adelaide
| 26. – 30. November Scorecard | Adelaide | Australien 575-8d (155.2) & 139-2d (56) | – | Neuseeland 251 (88.1) & 250 (82.3) |
|                              |          | Australien gewinnt mit 213 Runs         |   |                                    |

## One-Day Internationals

### Erstes ODI in Melbourne
| 5. Dezember Scorecard | Melbourne (DS) | Australien 246-9 (50)            | – | Neuseeland 247-6 (49.4) |
|                       |                | Neuseeland gewinnt mit 4 Wickets |   |                         |

### Zweites ODI in Sydney
| 8. Dezember Scorecard | Sydney (SCG) | Australien 261-7 (50)          | – | Neuseeland 244 (47.1) |
|                       |              | Australien gewinnt mit 17 Runs |   |                       |

### Drittes ODI in Brisbane
| 10. Dezember Scorecard | Brisbane | Australien | – | Neuseeland |
|                        |          | Abgesagt   |   |            |

## Statistiken
Die folgenden Cricketstatistiken wurden bei dieser Tour erzielt.
| Tests              | Tests      | Tests   | Tests   | Tests   | Tests   | Tests   | Tests   | Tests   |
| Batting            | Batting    | Batting | Batting | Batting | Batting | Batting | Batting | Batting |
| Spieler            | Mannschaft | Spiele  | Innings | Runs    | Average | HS      | 100s    | 50s     |
| ------------------ | ---------- | ------- | ------- | ------- | ------- | ------- | ------- | ------- |
| Justin Langer      | Australien | 2       | 3       | 295     | 98,33   | 215     | 1       | 0       |
| Jacob Oram         | Neuseeland | 2       | 4       | 186     | 62,00   | 126*    | 1       | 0       |
| Adam Gilchrist     | Australien | 2       | 2       | 176     | 88,00   | 126     | 1       | 1       |
| Michael Clarke     | Australien | 2       | 2       | 148     | 74,00   | 141     | 1       | 0       |
| Ricky Ponting      | Australien | 2       | 3       | 145     | 72,50   | 68      | 0       | 2       |
| Bowling            |            |         |         |         |         |         |         |         |
| Spieler            | Mannschaft | Spiele  | Overs   | Wickets | Average | BBI     | 5W      | 10W     |
| Shane Warne        | Australien | 2       | 95.2    | 11      | 23,27   | 4/15    | 0       | 0       |
| Daniel Vettori     | Neuseeland | 2       | 123.2   | 10      | 34,10   | 5/152   | 1       | 0       |
| Glenn McGrath      | Australien | 2       | 67.1    | 9       | 20,44   | 4/66    | 0       | 0       |
| Michael Kasprowicz | Australien | 2       | 66      | 9       | 24,00   | 4/90    | 0       | 0       |
| Jason Gillespie    | Australien | 2       | 74      | 8       | 22,62   | 3/37    | 0       | 0       |

| ODIs            | ODIs       | ODIs    | ODIs    | ODIs    | ODIs    | ODIs    | ODIs    | ODIs    |
| Batting         | Batting    | Batting | Batting | Batting | Batting | Batting | Batting | Batting |
| Spieler         | Mannschaft | Spiele  | Innings | Runs    | Average | HS      | 100s    | 50s     |
| --------------- | ---------- | ------- | ------- | ------- | ------- | ------- | ------- | ------- |
| Adam Gilchrist  | Australien | 2       | 2       | 128     | 64,00   | 68      | 0       | 2       |
| Darren Lehmann  | Australien | 2       | 2       | 102     | 51,00   | 52      | 0       | 2       |
| Nathan Astle    | Neuseeland | 2       | 2       | 81      | 40,50   | 70      | 0       | 1       |
| Mathew Sinclair | Neuseeland | 2       | 2       | 65      | 32,50   | 48      | 0       | 0       |
| Chris Cairns    | Neuseeland | 2       | 2       | 64      | 32,00   | 50      | 0       | 1       |
| Bowling         |            |         |         |         |         |         |         |         |
| Spieler         | Mannschaft | Spiele  | Overs   | Wickets | Average | BBI     | 5W      | 10W     |
| Daniel Vettori  | Neuseeland | 2       | 20      | 4       | 16,75   | 3/31    | 0       | 0       |
| Brett Lee       | Australien | 2       | 17      | 4       | 22,00   | 2/40    | 0       | 0       |
| Chris Cairns    | Neuseeland | 2       | 20      | 4       | 24,75   | 3/39    | 0       | 0       |
| Brad Hogg       | Australien | 2       | 15      | 3       | 26,00   | 3/45    | 0       | 0       |
| Jason Gillespie | Australien | 1       | 10      | 2       | 20,50   | 2/41    | 0       | 0       |
| Darren Lehmann  | Australien | 2       | 12      | 2       | 33,00   | 2/35    | 0       | 0       |
| Kyle Mills      | Neuseeland | 2       | 14      | 2       | 38,50   | 2/49    | 0       | 0       |
| Jacob Oram      | Neuseeland | 2       | 19      | 2       | 64,00   | 2/51    | 0       | 0       |

## Player of the Series
Als Player of the Series wurden die folgenden Spieler ausgezeichnet.
| Serie | Player of the Series |
| ----- | -------------------- |
| Test  | Glenn McGrath        |
| ODI   | Daniel Vettori       |

### Player of the Match
Als Player of the Match wurden die folgenden Spieler ausgezeichnet.
| Spiel   | Player of the Match |
| ------- | ------------------- |
| 1. Test | Michael Clarke      |
| 2. Test | Justin Langer       |
| 1. ODI  | Hamish Marshall     |
| 2. ODI  | Brad Hogg           |